# Якушкин, Иван Дмитриевич
Ива́н Дми́триевич Яку́шкин  (29 декабря 1793 [9 января 1794], с. Жуково, Смоленская губерния — 11 [23] августа 1857, Москва) — декабрист из рода Якушкиных, автор автобиографических записок.

## Биография

### Детство и учёба
Из дворян. Родился 29 декабря 1793 (9 января 1794) в сельце Жуково Вяземского уезда (ныне Сафоновский район Смоленской области). В течение трёх лет рос и воспитывался в деревне Казулино, у своих родственников Лыкошиных. Здесь же завязал дружеские отношения со своим троюродным братом А. С. Грибоедовым. Двоюродный брат фольклориста Павла Ивановича Якушкина.
В 1808—1811 годах учился в Московском университете, слушал лекции А. Ф. Мерзлякова по русской словесности, М. Т. Каченовского — по русской истории на словесном отделении Московского университета.

### Военная служба
В 1811 году он был принят подпрапорщиком в лейб-гвардии Семёновский полк, с которым участвовал в походах 1812, 1813 и 1814 годов. Принимал участие в Бородинской битве, получил знак отличия Военного ордена № 16698. За отличие во время заграничной кампании 1813 года награждён орденом Святой Анны 3-й степени и Кульмским крестом.
Заграничная кампания имела сильное влияние на него, как и на многих других офицеров: «каждый из нас сколько-нибудь вырос», говорит Якушкин в своих записках. «Пребывание во время похода за границей, — заявил он в одном из своих показаний на следствии по делу тайного общества, — вероятно в первый раз обратило внимание моё на состав общественный в России и заставило видеть в нём недостатки. По возвращении из-за границы крепостное состояние людей представилось мне как единственная преграда сближению всех сословий и вместе с сим общественному образованию в России. Пребывание… в губерниях и частные наблюдения отношений помещиков к крестьянам более и более утвердили меня в сём мнении».
В 1815 году в Семёновском полку 15—20 офицеров сложились, чтобы иметь возможность вместе обедать; затем одни играли в шахматы, другие громко читали иностранные газеты. Через несколько месяцев Государь прекратил существование артели, заметив, что «такого рода сборища офицеров ему очень не нравятся».

### Союз спасения
В 1816 году Якушкин вместе с Александром Николаевичем и Никитой Михайловичем Муравьёвыми, Матвеем и Сергеем Ивановичами Муравьёвыми-Апостолами и князем Сергеем Петровичем Трубецким основали тайное общество под названием «Союз спасения» или «истинных и верных сынов отечества».

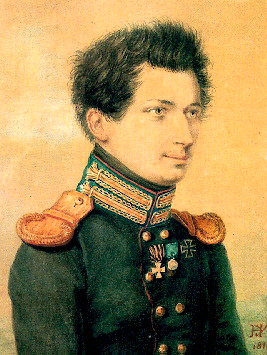
И. Д. Якушкин, 1816 год
Портрет работы Н. И. Уткина

Причиной чего, как объяснил Якушкин в своём показании, было «усмотрение бесчисленных неустройств в России», которые, по мнению его и других членов, происходили от того, что «все частные люди» заботятся только о своих личных выгодах. Названные лица задались целью «обратить, сколько возможно, внимание каждого к выгодам общественным и тем самым образовать мнение общее». Кроме крепостного права, их негодование возбуждали жестокое обращение с солдатами, крайняя продолжительность 25-летней службы нижних чинов и повсеместное лихоимство. Основанию союза содействовали также «пример тайных обществ, имевших сильное влияние во многих государствах и особенно в Швеции и Пруссии». Главная цель союза состояла во введении в России представительного правления, но она должна была быть известна только членам высшей, четвёртой степени. В уставе его было сказано, что если царствующий император «не даст никаких прав независимости своему народу, то ни в каком случае не присягать его наследнику, не ограничив его самодержавия».
Неблагоприятные впечатления по возвращении в Петербург из-за границы (как, например, удары, щедро раздаваемые полицией народу, собравшемуся для встречи гвардии), презрение к русским, нередко выражавшееся в высших сферах, усиление шагистики в войсках сделали для Якушкина службу в гвардии невыносимой. Когда в 1816 году стали говорить о возможности войны с турками, он подал просьбу о переводе его в 37-й егерский полк, стоявший в Черниговской губернии и находившийся под командой его знакомого М. А. Фонвизина .
Якушкин очень подружился с Фонвизиным и сообщил ему об основании тайного общества, к которому тот изъявил готовность присоединиться. По дороге в полк Якушкин заехал к дяде, который управлял его небольшим имением в Смоленской губернии и объявил ему, что желает освободить своих крестьян; дядя подумал, что он сошёл с ума. В начале 1817 года егерский полк был переведён в Московскую губернию, и Якушкин жил в Москве. Здесь он получил устав Союза спасения, в составлении которого принимал участие вступивший в общество П. И. Пестель. В устав были включены угрозы за измену и разглашение тайны, заимствованные из масонских статутов. Якушкину устав не понравился: особенно восстал он против клятв о сохранении тайны, которые требовались от вступающих в общество, и против слепого повиновения членов низших степеней «боярам», составляющим высшую степень. На совещании с другими членами общества, прибывшими с гвардией в Москву в августе 1817 года, решено было приступить к составлению нового устава, руководствуясь печатным уставом немецкого Союза добродетели (Тугендбунд), к которому Якушкин относился сочувственно.
Однажды на совещании членов тайного общества у Александра Николаевича Муравьёва (осенью 1817 года), последний прочёл полученное им от Трубецкого письмо с известием, что Государь собирается отделить некоторые земли от России, присоединить их к Польше и перенести столицу в Варшаву. А. Н. Муравьёв высказал мысль, что необходимо прекратить царствование Александра и предложил бросить жребий, кому следует нанести удар царю. Якушкин заявил, что решился принести себя в жертву без всякого жребия. Фонвизин всю ночь уговаривал его отказаться от этого намерения, но Якушкин оставался непреклонным. На другой день члены общества, собравшиеся в другом настроении, пришли к заключению, что смерть императора Александра в настоящее время не может быть полезна для государства, и что своим упорством Якушкин погубит не только их всех, но и общество, которое со временем могло бы принести значительную пользу России. Тогда Якушкин отказался от своего намерения, но покинул общество. Позднее он вновь вступил в него, когда оно уже носило название Союза Благоденствия.

### Попытка освобождения собственных крепостных
В 1817 году Якушкин вышел в отставку, а через два года переехал в своё имение, в Вяземском уезде Смоленской губернии. Он наполовину уменьшил господскую запашку, отменил отяготительные для крестьян поборы, предоставил им судить и наказывать виновных по приговору всех домохозяев, стал учить грамоте 12 мальчиков и, наконец, отпустил на волю двух музыкантов, игравших в оркестре графа Каменского, за которых последний предлагал ему 4000 рублей.
Затем, решив совершенно освободить своих крестьян, Якушкин отправил министру внутренних дел Козодавлеву записку, в которой советовал другим и выражал со своей стороны готовность освободить крестьян бесплатно, уступив им так же безвозмездно усадьбы, с усадебной землёй и общим выгоном; остальная земля должна была остаться собственностью помещика и возделываться крестьянами по условиям, добровольно заключенным ими после увольнения (в своих записках Якушкин говорит, что предполагал половину земли обрабатывать вольнонаёмным рабочим, а другую половину отдавать внаём своим крестьянам). Признавая большие выгоды общинного землевладения, он предлагал дозволить крестьянам покупать земли целыми обществами. Министерство внутренних дел предписало потребовать от Якушкина сведений, на каких условиях он желает сделать своих крестьян свободными хлебопашцами и сколько земли он даст им, а крестьян опросить, согласны ли они вступить в новое звание на предложенных помещиком условиях. Когда Якушкин подробно объяснил крестьянам свои предложения, они, узнав, что вся земля, кроме усадебной, остаётся собственностью помещика, выразили желание, чтобы всё было по-старому: «мы ваши, а земля наша». Преемник Козодавлева, Кочубей, с которым Якушкин виделся в 1820 году, также не нашёл возможным разрешить отступление от правил 1803 года.
Впоследствии Якушкин признал ошибочность своего мнения о полезности освобождения крестьян с одной усадебной землёй. В 1824—1825 годах он обрабатывал уже часть своих полей наёмными людьми. Он надеялся, что, когда положение его крестьян улучшится, они найдут возможным платить ему оброк, «часть которого ежегодно учитывалась бы на покупку той земли», которою они владели, и что со временем, совершенно освободясь, они будут иметь нужную им землю на правах собственности. Скоро Якушкин понял, что освобождение крестьян не может совершиться посредством одних частных договоров, и в 1825 году занимался уже вычислениями о выкупе крепостных у помещиков правительством.

### Союз благоденствия

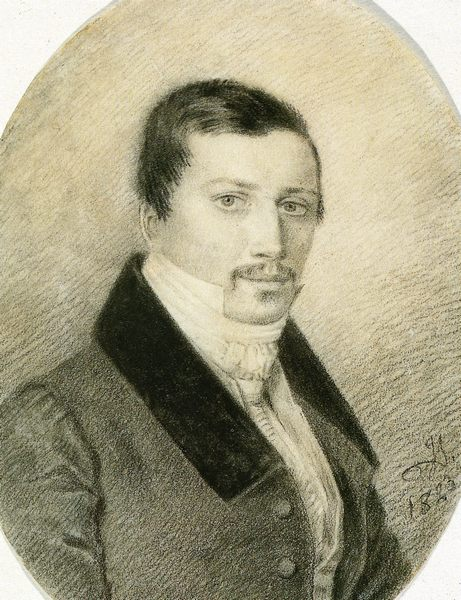
И. Д. Якушкин, 1823 год
Рисунок Жозефа Вивьена

Вступив в Союз благоденствия, Якушкин был членом его коренного совета и принял в члены общества Граббе, Пассека и Чаадаева. В 1820 году, живя в своей смоленской деревне и видя, какие притеснения народ терпит от администрации, он составил проект адреса государю, в котором описывал все бедствия России и предлагал ему созвать земскую думу, по примеру его предков. Адрес этот, по предположению Якушкина, должны были подписать все члены Союза Благоденствия. М. А. Фонвизин, гостивший тогда в имении Якушкина, согласился дать свою подпись, но Граббе убедил составителя, что подачей адреса было бы сразу уничтожено тайное общество. Вслед за тем Якушкин ездил в Тульчин для приглашения в Москву депутатов от общества на совещание о его делах. Съезд состоялся в Москве в начале 1821 года; собралось около 20 членов. Так как до правительства дошли сведения о существовании общества, то решили уничтожить его только для видимости, чтобы удалить неблагонадёжных членов. Якушкин остался членом общества.

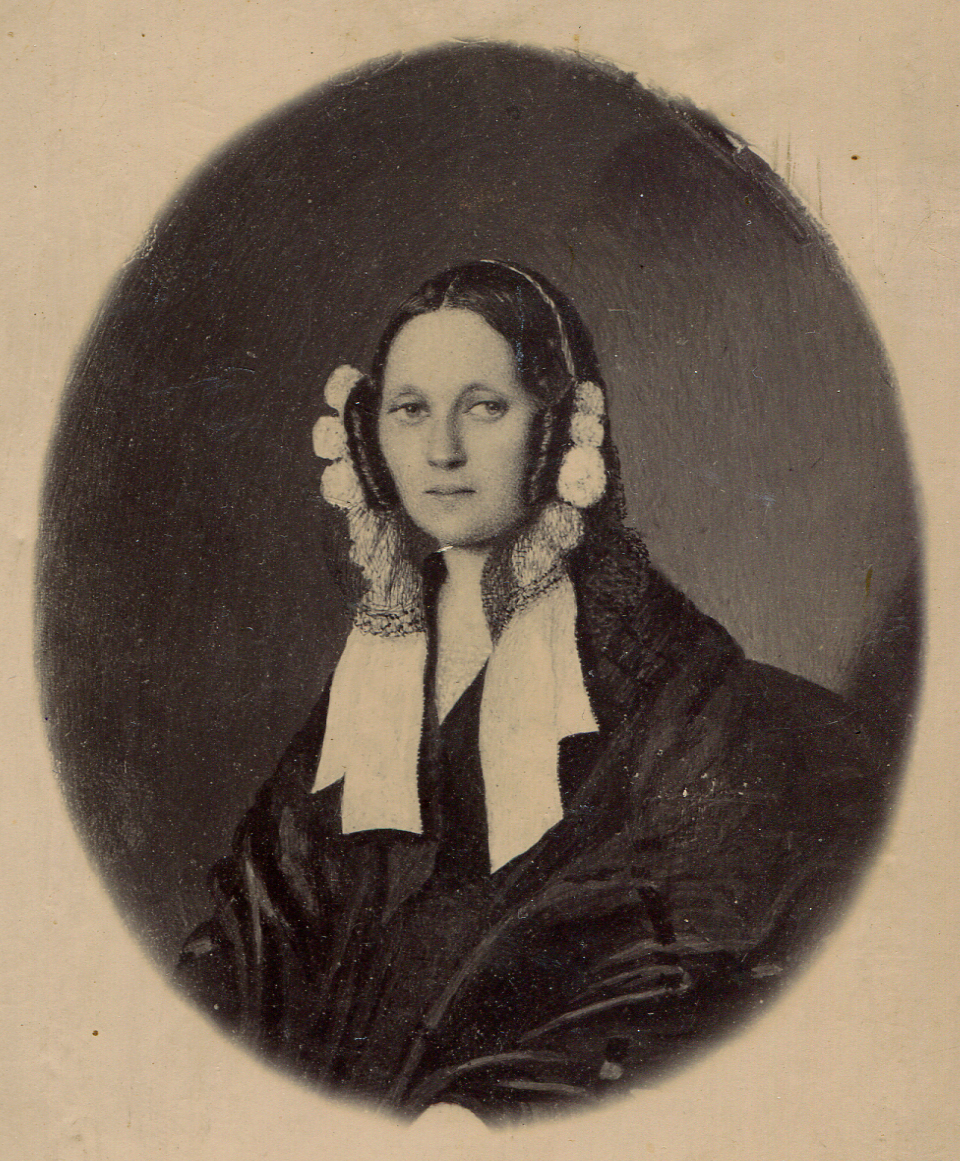
Жена Якушкина —
— Анастасия Васильевна

В это время ему приходила в голову мысль отправиться в Грецию, восставшую для борьбы за независимость, но он оставил это намерение. По-видимому, его отвлекло собрание сведений, вместе с М. Н. Муравьёвым и Фонвизиным, о нуждающихся крестьянах Смоленской губернии, в которой в 1821 году был сильный голод; для них собраны были от частных лиц значительные пожертвования. По предложению Муравьёва, несколько десятков рославльских дворян послали министру внутренних дел коллективное заявление о бедственном положении края; это вызвало присылку сенатора Мертваго, в распоряжение которого был назначен миллион рублей.
Проживая значительную часть времени в деревне, Якушкин иногда жил в Москве. Осенью 1822 года один современник (Муромцев), посещавший вечерние собрания у М. А. Фонвизина, находил всегдашними его гостями Я., М. Н. и А. Н. Муравьёвых, Граббе и Давыдова. «Разговоры, — говорит Муромцев, — были тайные: осуждали правительство, писали проекты перемены администрации и думали даже о низвержении настоящего порядка вещей». В конце 1822 г. Якушкин женился на очень молоденькой девушке, Анастасии Васильевне Шереметевой, и весь следующий год прожил весьма уединённо в подмосковной деревне своей тёщи. Якушкин имел причины для большей сдержанности: он получил от Н. И. Тургенева совет быть как можно осторожнее, так как Государь, которому было известно существование тайного общества, однажды сказал: «Эти люди могут, кого хотят, возвысить или уронить в общем мнении; к тому же они имеют огромные средства; в прошлом году, во время неурожая в Смоленской губернии, они кормили целые уезды», и при этом назвал Якушкина, Пассека, Фонвизина и М. Н. Муравьёва.

### Арест и следствие
В начале декабря 1825 года Якушкин приехал в Москву, узнав в пути о кончине императора Александра, нашёл там несколько членов Северного общества и участвовал в их собраниях. Когда член общества С. М. Семёнов получил от И. И. Пущина письмо из Петербурга от 12 декабря, в котором тот извещал, что петербургские члены решили не присягать и не допустить гвардейские полки до присяги, Якушкин предложил Фонвизину и другим возбудить московские войска к восстанию. На собрании 18 декабря у Митькова привезённый Якушкиным Муханов предложил ехать в Петербург, чтобы выручить из крепости товарищей и убить государя; но предложение это не встретило сочувствия. Императору Николаю Якушкин не присягнул. Был арестован 10 января 1826 года.
Через четыре дня генерал-адъютант Левашов уже снял с него первый допрос. Якушкин был поражён, что о его намерении в 1817 году покуситься на жизнь государя правительству уже известно: пришлось это признать. Назвать имена членов общества он решительно отказался, заявив, что дал в этом обещание товарищам. Левашов напомнил ему, что «в России есть пытка», но это не произвело на допрашиваемого желанного действия. Когда Левашов заявил, что, по словам всех товарищей Якушкина, целью общества была замена самодержавия представительным правлением, он не стал этого отрицать. Он показал также, что общество желало склонить дворянство к освобождению крестьян, так как если правительство не развяжет этот узел, то он будет разорван насильственно, и это может иметь самые пагубные последствия. На вопрос о средствах освобождения крестьян Якушкин отвечал, что правительство может выкупить их у помещиков.
После этого допроса Якушкина потребовал к себе Николай I, который между прочим сказал ему: «Если вы не хотите губить ваше семейство и чтобы с вами обращались как с свиньёй, то вы должны во всём признаться». Якушкин отвечал, что дал слово никого не называть. «Что вы мне с вашим мерзким честным словом!» — воскликнул Государь. Когда Якушкин повторил, что никого не может назвать, император закричал: «Заковать его так, чтобы он пошевелиться не мог!» В повелении коменданту крепости Сукину, собственноручно написанном Государем, было сказано: «Присылаемого Якушкина заковать в ножные и ручные железа, поступать с ним строго и не иначе содержать, как злодея».
Повеление было исполнено, и Якушкина, ничего не евшего более двух суток, посадили в Алексеевский равелин. В первый раз его накормили щами, но потом стали приносить вместо обеда лишь кусок чёрного хлеба. Протоиерею Петропавловского собора, посетившему его на другой день, по приказанию Государя, Якушкин заявил, что не исповедовался и не причащался 15 лет и не считает себя христианином. И протоиерею Казанского собора Петру Мысловскому, посещавшему заключённых по воле государя, также пришлось сначала отказаться от разговоров с Якушкиным о религии; лишь гораздо позднее он убедил Якушкина исповедаться и причаститься. В последний день недели, в которую Якушкин питался лишь хлебом с водой, солдат принёс ему от офицера булку с просьбой съесть её всю, чтобы не нашли ни кусочка; несмотря на отсутствие аппетита, пришлось исполнить желание офицера, но это вызвало боли в желудке и рвоту. На другой день явился доктор, а затем комендант, который уговаривал Якушкина назвать своих товарищей, но, несмотря на его упорный отказ исполнить это требование, приказал дать ему горячей пищи. Первоначально Якушкину не дозволялось писать родным, но в первых числах февраля ему доставили письмо от жены (позднее письма потихоньку носил священник Мысловский) и вслед за тем ночью повели на первый допрос в следственную комиссию.
Якушкин вновь отказался назвать членов общества, заявив, что он человек не верующий и потому не принёс присяги. На вопрос Чернышёва, не отговаривал ли его кто-нибудь от намерения убить государя, Якушкин назвал М. А. Фонвизина, думая, что это может быть полезно последнему, в письменных же ответах, данных после этого допроса, не назвал никаких имён. Однако тюрьма, тяжёлые оковы и разлука с людьми близкими и дорогими подорвали наконец стойкость Якушкина; назвать имена советовал и Мысловский, и 13 февраля Якушкин послал в следственную комиссию заявление, что готов дать «истинное показание» о всём, что от него требуют. На допросе он назвал имена некоторых членов общества, как поясняет в своих записках, уже известных комитету, и ещё генерала Пассека, умершего в 1825 году, и П. Чаадаева, бывшего в то время за границей. Затем у Якушкина потребовали ещё показания о собрании у Митькова (18 декабря 1825 г.). Вскоре после этого он написал в следственную комиссию: «по рассмотрении всех обстоятельств я чувствую, что во всём сем происшествии я более всех виновен, ибо я привёз к полковнику Митькову штабс-капитана Муханова, не быв почти с ним знаком, без чего, вероятно, Муханов не подверг бы себя ответственности за несколько пустых и необдуманных слов». Не довольствуясь этим, Якушкин написал письмо к Государю, в котором просил подвергнуть его одного взысканию за слова, произнесённые Мухановым. «Пусть узы мои стеснятся, — писал он, — пусть буду осужден я к наистрожайшему наказанию», лишь бы быть избавленным от упрёка совести, что «малодушием или неосторожностью вверг других в несчастье». 18 апреля, по повелению Государя, с Якушкина были сняты ножные оковы. Он был так обессилен, что наручники иногда совершенно перевешивали его вперёд; они были наконец сняты с него в Пасху. В половине мая Якушкину было дозволено одно свидание с тёщей, а через месяц, вследствие прошения жены на имя Государя — с ней и двумя детьми, из которых тогда Вячеславу было два года, а Евгению пять месяцев.

### Приговор и каторга

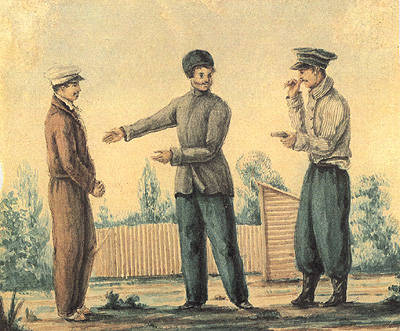
И. Д. Якушкин, П. С. Бобрищев-Пушкин и М. К. Кюхельбекер во дворе Читинского острога. 1828—1830 годы
Акварель Н. П. Репина

Верховный уголовный суд признал, что отставной капитан Якушкин, «по собственному признанию, умышлял на цареубийство собственным вызовом в 1817 году» и «участвовал в умысле бунта принятом в тайное общество товарищей». Он отнесён был к первому разряду преступников и приговорён к каторжной работе на 20 лет, а потом на поселение. Указом 22 августа 1826 года срок каторжных работ был сокращён для него до 15 лет, а за пять дней до того он был отправлен на время в финляндскую морскую крепость Руотсинсальми (Роченсальм). Только в ноябре 1827 года Якушкин был отправлен в оковах в Сибирь. Семейству его дозволено было видеться с ним в Ярославле. Здесь Якушкин узнал, что его тёще не позволяют проводить дочь, решившуюся последовать за мужем в Сибирь, а жене не разрешают взять с собой детей; тогда он убедил жену не разлучаться с ними.
Привезённый в конце года в Читу, он нашёл там около 60 декабристов. Обязательная работа состояла здесь в перемалывании хлеба на ручной мельнице по полтора часа в день на каждого; у кого и на это не хватало сил, те нанимали за себя сторожа. В начале 1828 года тёща Якушкина, Шереметева, обратилась к В. А. Жуковскому с письменной просьбой исходатайствовать его дочери разрешение ехать к мужу вместе с детьми. Жуковский обратился к посредничеству князя А. Н. Голицына и скоро получил от Дибича уведомление, что Государь разрешил ей ехать, но приказал поставить на вид, что в месте пребывания мужа она не найдёт «никаких способов к воспитанию детей» и потому ей нужно «предварительно поразмыслить о всех последствиях своего предприятия». Нездоровье ребёнка заставило жену Якушкина отложить путешествие до лета. Между тем баронесса Розен, узнав о разрешении, данному Якушкиной, стала хлопотать, чтобы и ей было дозволено ехать к мужу вместе с сыном. Шеф жандармов граф Бенкендорф, решительно отказал ей, сказав, что Дибич поступил необдуманно, ходатайствуя за Якушкину, которая вероятно не получит из III отделения всего нужного для своего отправления и потому также не поедет в Сибирь. На вопрос баронессы Розен, что было бы с Якушкиной, если бы она отправилась немедленно по получении Высочайшего разрешения, Бенкендорф отвечал, что, конечно, её не вернули бы назад. Тёща Якушкина не раз ездила в Петербург хлопотать о дозволении дочери и внукам отправиться в Сибирь, но получала решительные отказы.

В 1830 году Якушкин был переведён из Читы в Петровский завод, где много занимался ботаникой и составил по особому плану и новой методике учебник географии. В феврале 1832 года исстрадавшаяся в разлуке с мужем жена Якушкина ездила в Петербург хлопотать о разрешении ей ехать в Сибирь хотя бы одной. 19 ноября 1832 года был предоставлен Государю доклад по этому делу. Вскоре после того Якушкиной было послано уведомление, что «сначала дозволено было всем жёнам государственных преступников следовать в Сибирь за своими мужьями», но так как этим дозволением она в своё время не воспользовалась, то и не может ныне получить его, так как она нужна теперь её детям и должна «для них пожертвовать желанием видеться с мужем». Якушкина сделала новую, последнюю попытку получить разрешение ехать к мужу: в конце того же года она послала прошение о том на Высочайшее имя: она просила принять её детей в Пажеский корпус по достижении ими надлежащего возраста, дозволив ей до того времени сохранить их при себе. 

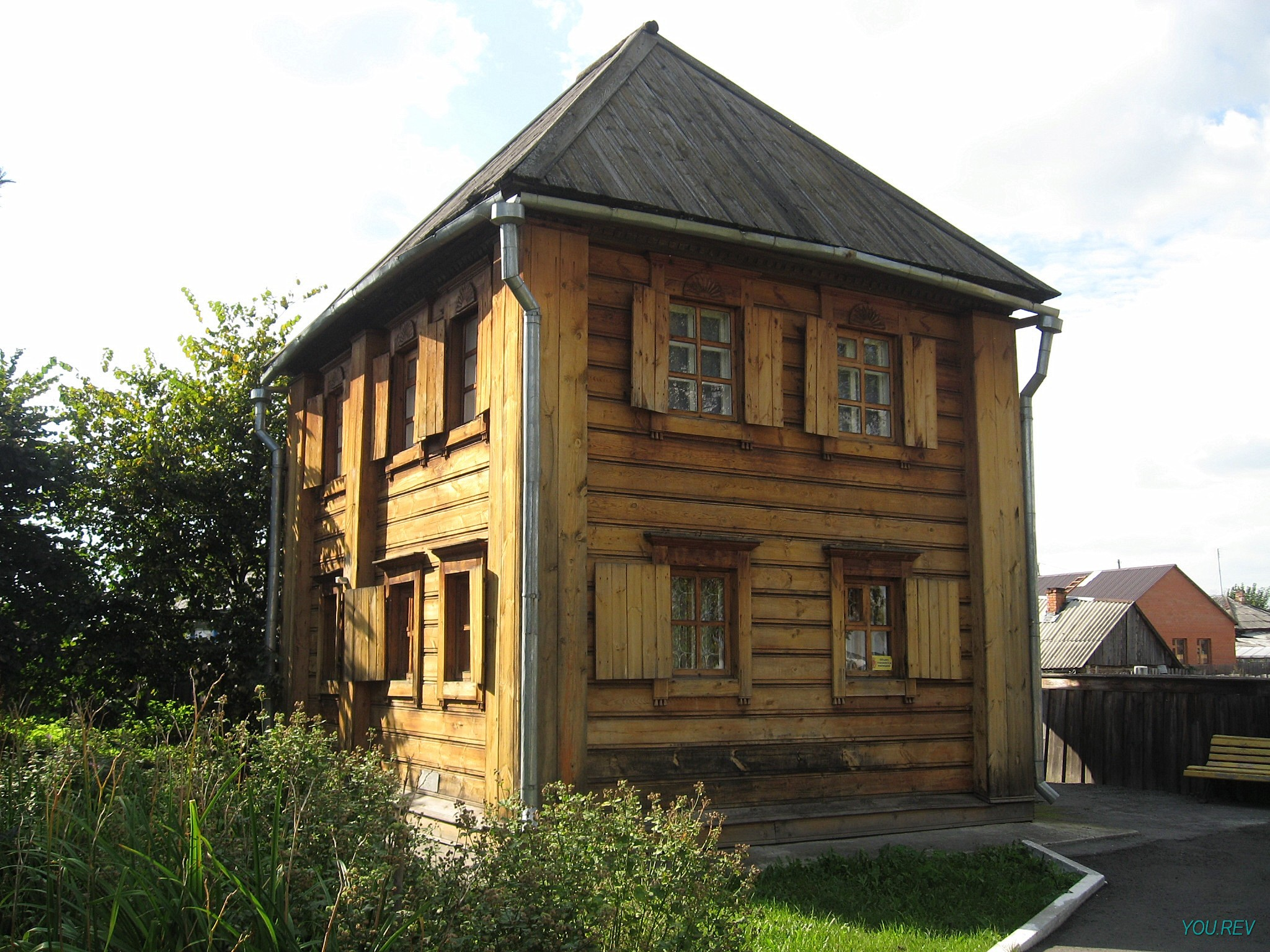
Дом Якушкина, Ялуторовский музей

 Ответ Бенкендорфа был следующий: «Его Величество повелел мне изъявить вам своё удовольствие за намерение ваше посвятить себя воспитанию двух ваших сыновей, быв удостоверен, что ныне, в нежном возрасте, они нигде не могут найти того попечения, а впоследствии того образования, какое обретут под собственным и непосредственным надзором вашим. Что же принадлежит до изъявленного вами желания ехать к мужу своему в Сибирь, то на сие Его Величество решительно отозваться изволил, что сие вам разрешение быть не может». Скоро после того Якушкин получил известие, что его сыновья могут быть приняты в корпус малолетних, а оттуда поступить в Царскосельский лицей. Он отклонил эту милость, на которую, как он говорит в своих записках, «они не имели другого права, как разве то, что отец их был в Сибири. Воспользоваться таким обстоятельством для выгоды сыновей было бы», по мнению Якушкина, «непростительно», и он «убедительно просил жену ни под каким предлогом не разлучаться с детьми».
Указом от 14 декабря 1835 года Якушкин был освобождён от каторжных работ, с оставлением на вечном поселении. Местом его поселения был назначен город Ялуторовск Тобольской губернии. Жена Якушкина поселилась с детьми в посаде Троице-Сергиевой лавры, где, при помощи учителей местной духовной академии, могла с меньшими издержками продолжать обучение детей, начатое ею самой.

### Преподавательская деятельность

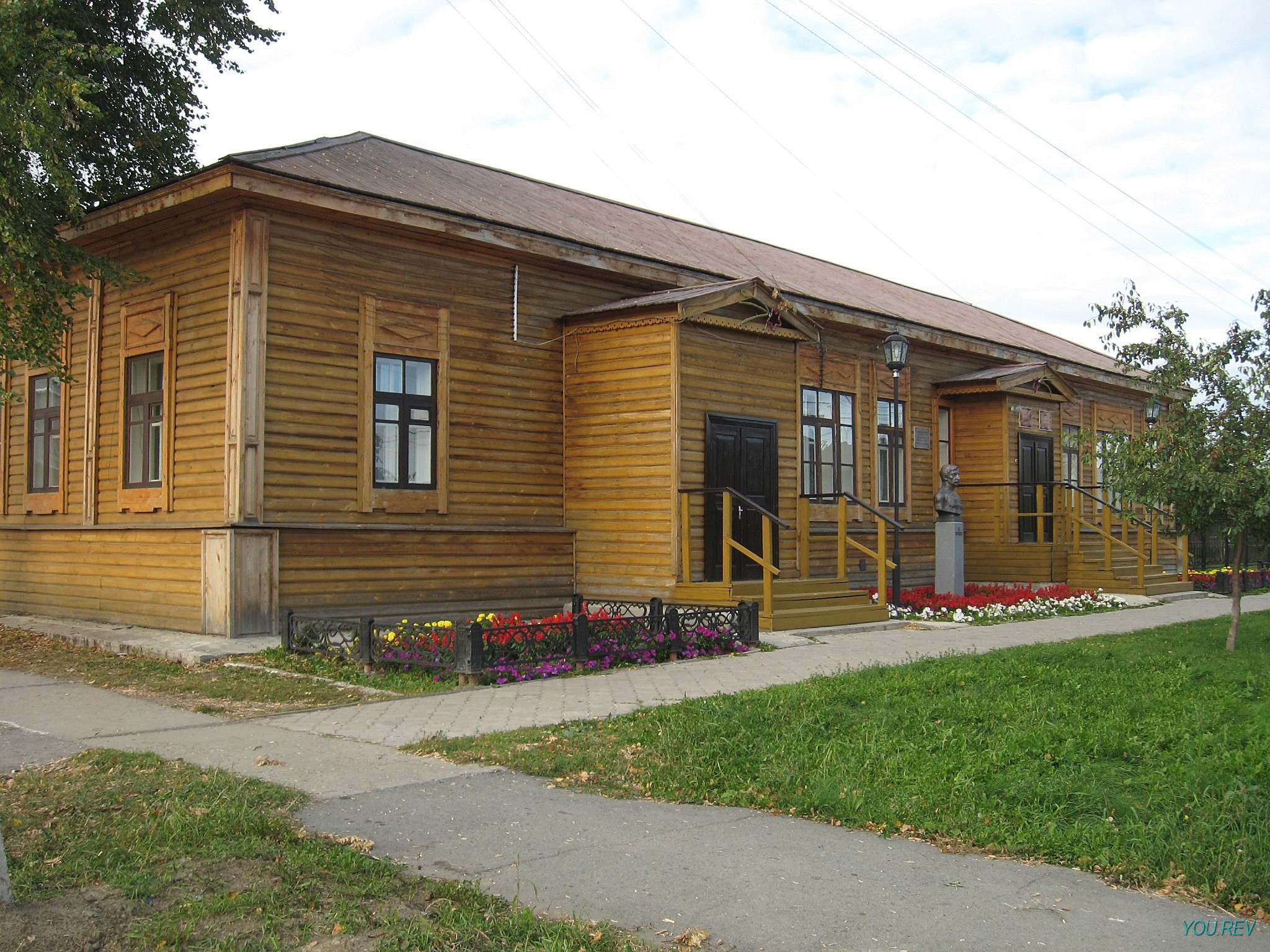
Здание, в котором размещалась школа в 1846 году

В 1839 году в Ялуторовск был назначен протоиереем молодой священник Знаменский, благодаря содействию которого Якушкин мог осуществить свою мечту об устройстве школы (Синод ещё в 1836—1837 гг. разослал указы об открытии при церквах приходских училищ). Мужская школа была открыта в августе 1842 года. Пришлось выдержать борьбу со смотрителем местного уездного училища, видевшим в новой школе подрыв заведению, находившемуся под его начальством. Однако губернатор и архиерей не дали в обиду школу Якушкина и Знаменского. Первоначально в ней обучали чтению гражданской и церковной печати, письму и первой части арифметики; преподавание велось по способу взаимного обучения по методе Ланкастерской. Когда во втором учебном году Тобольская семинария, с разрешения архиерея, нашла удобным обучать в этой школе детей духовного звания, было введено преподавание второй части арифметики, черчения и географии (Якушкин сам приготовлял глобусы), русской грамматики, пространного катехизиса, краткой священной истории и первой части латинской и греческой грамматик. До 1849 года преподавались также русская история и начала алгебры, геометрии и механики, кратко изложенные Якушкиным. Из этой широкой программы школы видно, что Якушкин мог бы с полным успехом заниматься в Ялуторовске обучением своих детей, так как он был человеком широко образованным. Позднее, вследствие ежегодного значительного перевода мальчиков в уездное училище, предметы преподавания в приходском училище были значительно сокращены. С 1842 по 1856 год в мужское приходское училище было принято 594 мальчика; из них окончили курс 531. В школе училось много крестьянских сирот из разных деревень, даже других уездов. В 1848 году министр внутренних дел разрешил выдавать приходскому училищу из городских средств по 200 рублей серебром в год.
В 1846 году умерла жена Якушкина. В память о ней он решился завести женскую школу. В женской школе установлена была плата за учение по 25 р., но её вносило лишь небольшое число зажиточных родителей, за остальных же платили декабристы, их родные и знакомые. В организации школы горячее участие принял протоиерей С. Я. Знаменский. Купец Н. Я. Балакшин арендовал у купца Снегирева здание для проведения занятий, вдова купца Мясникова выделила сумму для строительства нового здания, и в 1850 годы оно было построено. В основы преподавания легла система Белля-Ланкастера, построенная на методе взаимного обучения одними учениками других по наглядным таблицам, это позволяло одному учителю легко справляться с большими классами разного уровня знаний, а ученикам быстро овладевать начальной грамотой. Часть предметов вёл сам И. Д. Якушкин. Он также ввёл в программу школы ботанику и зоологию, которые преподавались уже не по ланкастерской системе. За 10 лет (1846—1856) в ялуторовской школе прошли обучение 240 учеников, из них 192 — полный четырёхгодичный курс. После возвращения Якушкина из ялуторовской ссылки созданная им школа отошла от ланкастерского метода обучения, а в 1858 году она перешла в ведение министерства народного просвещения. В январе 1874 года женское училище было преобразовано в трехклассную прогимназию и вскоре переехало в другое здание. Старый дом был разыгран в лотерею. В 1990-х годах памятник воссоздан заново. Перед фасадом установлен бронзовый бюст И. Д. Якушкина работы скульптора В. Н. Шарапова.
Кроме преподавания, Якушкин занимался в Ялуторовске ещё метеорологией. Для измерения силы ветра он поместил во дворе занимаемого им дома, на высоком столбе, ветрометр. По циферблату двигалась стрелка, приводимая в движение системой колёс и пружин, на которую давил флюгер, и сила ветра определялась пройденным стрелкой, в известный промежуток времени, расстоянием. Когда был поставлен столб, наступила очень жаркая и сухая погода. Крестьяне соседних селений приписали отсутствие дождя постановке высокого столба с ветрометром. Однажды перед домом Якушкина собралась толпа, требовавшая уничтожения того и другого, но он на это не согласился. Толпа все увеличивалась. Явился городничий и стал просить Якушкина исполнить требование народа, который, по своему суеверию, может убить его; но Якушкин вновь отказал, заметив, что если его убьют, то за это придется отвечать самому городничему. Последнему, наконец, удалось заставить толпу разойтись. Через несколько времени пошёл дождь, и крестьяне перестали верить в чудодейственное влияние ветрометра на погоду.

### Возвращение из ссылки
В 1854 году Якушкин был опасно болен, после чего ему разрешено было провести четыре месяца на минеральных водах в Забайкальском крае. В Иркутске он нашёл своих старых друзей Трубецких, и в их семействе чувствовал себя как дома. Здесь он вновь захворал, не мог ехать далее и оставался в Иркутске два года. Доктор нашёл у него цинготные язвы на нижних конечностях, хронический ревматизм сочленений, сильный геморрой и общее изнурение. Выбрался Якушкин из Иркутска лишь в августе 1856 года, получив известие, что в Ялуторовск приехала навестить оставшихся там декабристов вдова Фонвизина. Манифест 26 августа 1856 года освободил Якушкина, как и других декабристов, от ссылки, но не дал им права жительства в столицах; болезнь в течение нескольких месяцев не позволяла ему возвратиться в Европейскую Россию.

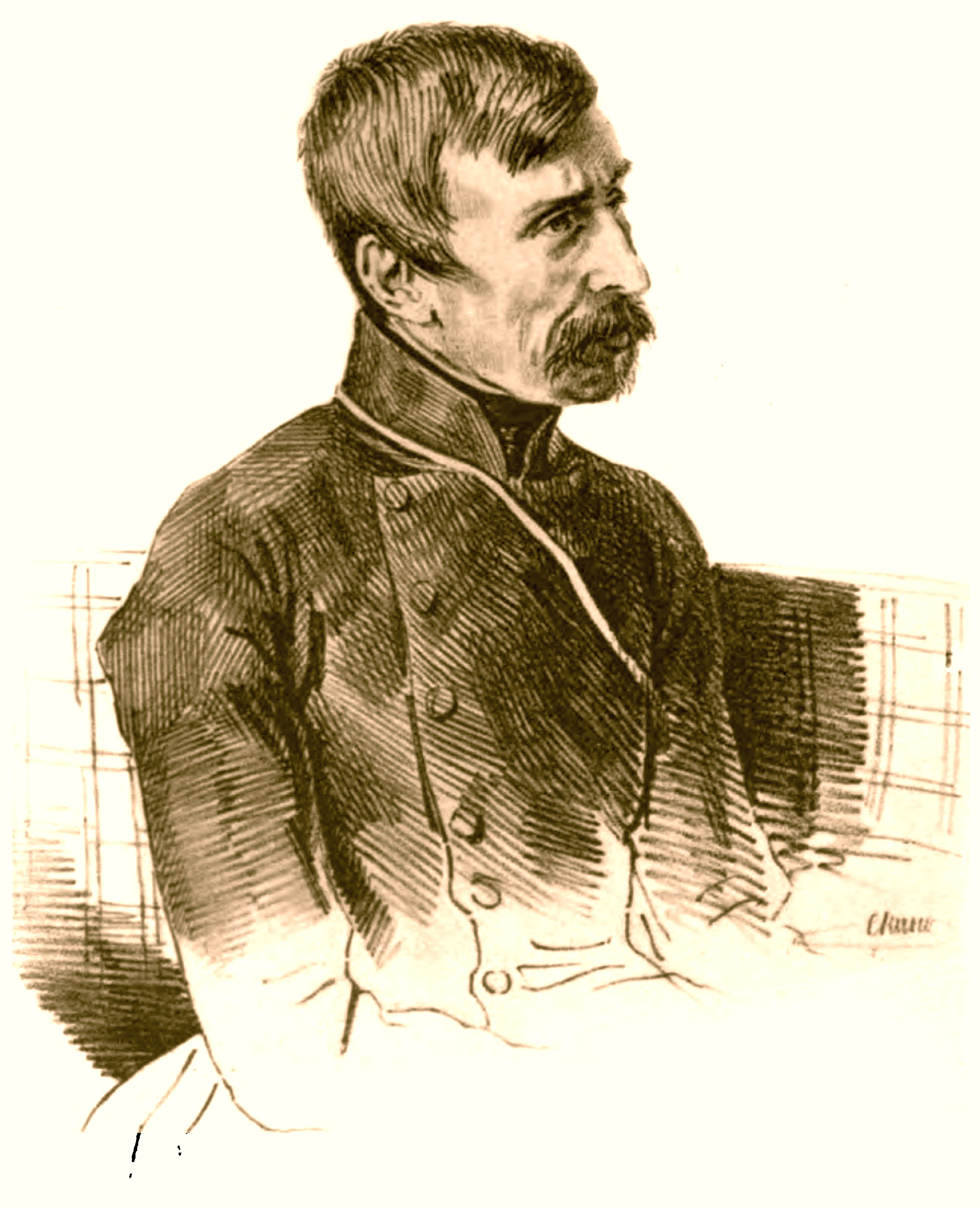
Якушкин в 1851 году
(художник А. Т. Скино)

В феврале 1857 года старший сын Якушкина обратился к шефу жандармов, князю Долгорукову, с просьбой разрешить его отцу лечиться в Москве столько времени, сколько потребует его крайне расстроенное здоровье; о том, можно ли это разрешить, прислал запрос и московский генерал-губернатор граф Закревский. Князь Долгоруков отвечал ему: «Государю императору благоугодно, чтобы на счёт Якушкина и других лиц, судившихся по одному с ним делу, о которых не состоялось до настоящего времени особого распоряжения, были в точности исполняемы правила, объявленные при возвращении их из Сибири, тем более, что они и в губернских городах, где изберут себе жительство, могут найти все средства для пользования от болезней».
В конце марта Якушкину пришлось уехать из Москвы; он поселился в деревне Новинки Тверского уезда, в имении Н. Н. Толстого (своего прежнего сослуживца по Семёновскому полку), в сыром, болотистом месте; здесь здоровье его окончательно расстроилось. Любимым предметом его разговора по возвращении из Сибири с навещавшими его знакомыми был вопрос об освобождении крестьян. В июне старший сын Якушкина, не имея разрешения на жительство отца в Москве, привёз его туда в ужасном состоянии: желудок его уже почти вовсе не переваривал; но приезд в Москву ободрил больного. Шеф жандармов разрешил Якушкину жить не в Москве, а только в Московской губернии; Закревский дозволил ему остаться в столице до 1 июля, но затем, ввиду его опасного положения, приказал не высылать больного впредь до выздоровления. 12 августа 1857 года Якушкин умер.
Похоронен на Пятницком кладбище в Москве.

## Воспоминания
Якушкин продиктовал свои воспоминания «по неотступной просьбе друга, расставшегося с ним в 1825 году и встретившегося с ним через 30 лет». «Не будь этого случая, — говорит декабрист П. Н. Свистунов, — можно утвердительно сказать, что не оставил бы Иван Дмитриевич своих записок. Он про себя не охотно говорил, тем менее расположен был писать». Скромность эту Свистунов объясняет тем, что Якушкин никогда не был доволен собой. «Он неумолим был к себе за малейшее отступление от того, что признавал своим долгом, равно и за всякое проявление душевной слабости. Несмотря на то», редко можно было встретить человека, «который бы оказывал ближнему столько терпимости и снисходительности». Другой декабрист, Е. П. Оболенский, говорит: «Если можно назвать кого-нибудь, кто осуществил нравственную цель и идею [тайного] общества, то без сомнения имя Якушкина всегда будет на первом плане». «Зная добросовестность» Якушкина, Свистунов ручается за правдивость его записок. Первая часть записок Якушкина (до приговора 1826 года) была впервые напечатана в Лондоне в 1862 году, а затем перепечатана в Лейпциге в 1875-м. Вторая часть, доведённая до переезда из Петровского завода в Ялуторовск, появилась в «Русском Архиве» в 1870 году.

## Память
Именем декабриста были названы: Проезд Якушкина в Москве и улица в городе Ялуторовске.